# Karl Bopp
Karl Bopp (Rastatt, 28 de março de 1877 — 5 de dezembro de 1934) foi um historiador da matemática alemão.
Bopp estudou na Universidade de Estrasburgo e na Universidade de Heidelberg. Em 1906 habilitou-se com um trabalho sobre cônicas de Grégoire de Saint-Vincent, e em 1915 tornou-se professor ordinário em Heidelberg. Sucessor de Moritz Cantor, lecionou história da matemática, aritmética política e seguro. Adoeceu em 1933 e faleceu em 1935.